# Distrito de Maruf
El Distrito de Maruf (del persa معروف, también traducido como Maroof) se encuentra en la Provincia de Kandahar, Afganistán. Tiene fronteras con el Distrito de Arghistan al Oeste; la Provincia de Zābul al Norte y con Pakistán al Este y al Sur. La población es de 29.300 (2006). La capital de distrito es Maruf, localizada en la parte norte del Distrito. 
Es muy montañoso, con numerosos puertos de montaña hacia Pakistán.
- Datos: Q3918449